# Samuel Xavier
Samuel Xavier Brito (ur. 6 czerwca 1990 w São Paulo) – brazylijski piłkarz występujący na pozycji prawego obrońcy, od 2021 roku zawodnik Fluminense.